# Beaumontia grandiflora
Beaumontia grandiflora är en oleanderväxtart som beskrevs av Nathaniel Wallich. Beaumontia grandiflora ingår i släktet Beaumontia och familjen oleanderväxter. Inga underarter finns listade i Catalogue of Life.